# Reedsee
Reedsee är en sjö i Österrike.   Den ligger i förbundslandet Salzburg, i den centrala delen av landet, 270 km sydväst om huvudstaden Wien. Reedsee ligger 1 917 meter över havet.
Trakten runt Reedsee består i huvudsak av gräsmarker. Runt Reedsee är det ganska glesbefolkat, med 29 invånare per kvadratkilometer.